# Płótele
Płótele, także Płotele (lit. Plateliai) – miasteczko na Litwie, położone w okręgu telszańskim, w rejonie płungiańskim, 20 km na północ od Płungian, nad jeziorem o tej samej nazwie. Miasteczko liczy 1 021 mieszkańców (2001). Siedziba starostwa Płótele.
Znajduje się tu kościół, gimnazjum, poczta, klub jachtowy, dyrekcja Żmudzkiego Parku Narodowego i zespół pałacowo-parkowy założony przez Ogińskich.

## Historia
Okolica, za czasów I Rzeczypospolitej była starostwem królewskim. W wieku XVI należała do Kieżgajłów, następnie do królowej Bony, później do Billewiczów, Chodkiewiczów oraz Stabrowskich, a od końcu stulecia do końca XVII wieku, do Wołłowiczów. W XVIII wieku właścicielami zostali Ogińscy.
Na przełomie XVIII i XIX wieku właścicielami zostali hrabiowie Choiseul de Gouffier, Francuzi, krewni Ludwika XV, którzy władali majątkiem do 1940. W 1905 założyli oni pierwszy na Żmudzi telegraf, który połączył dwór z Płungianami.
Od 2003 roku miasteczko posiada własny herb, nadany dekretem prezydenta Republiki Litewskiej.

## Zabytki

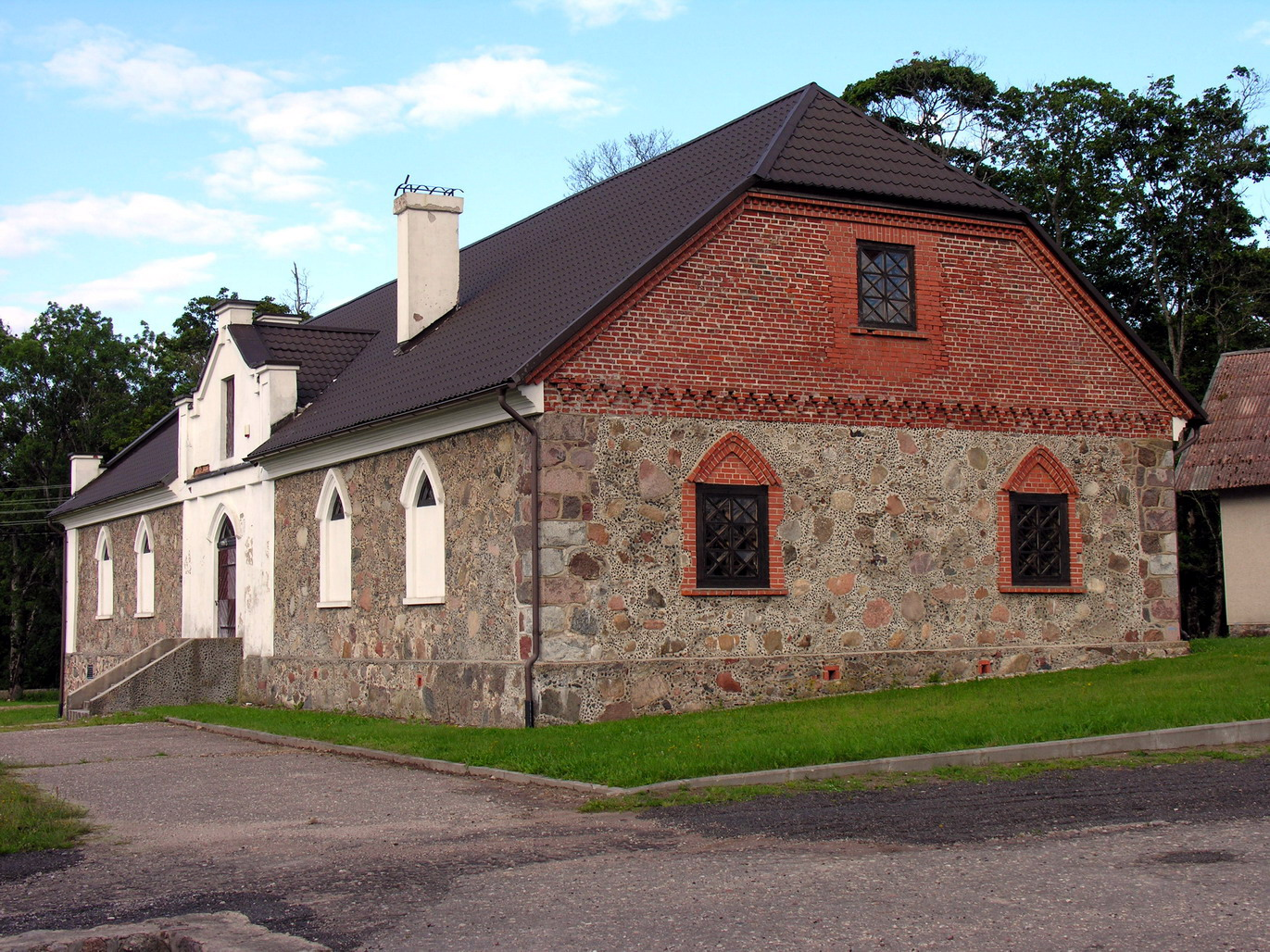
Dawny spichlerz

- Kościół Świętych Apostołów Piotra i Pawła z 1744 roku
- Resztki zespołu pałacowego w parku o powierzchni 40 ha. Pałac z XIX wieku został zburzony, pozostały fundamenty, fragmenty kamiennego ogrodzenia i kilka dawnych budynków, pierwotnie gospodarczych. Obecnie mieści się administracja Żmudzkiego Parku Narodowego.
- Pozostałości zamku na wyspie zamkowej na jeziorze Płotele[1].